# Arūnas Degutis
Arūnas Degutis (n. 26 iulie 1958, Kaunas, RSS Lituaniană, URSS) este un om politic lituanian, membru al Parlamentului European în perioada 2004-2009 din partea Lituaniei.